# Araneus royi
Araneus royi este o specie de păianjeni din genul Araneus, familia Araneidae, descrisă de Roewer, 1961.
Este endemică în Senegal. Conform Catalogue of Life specia Araneus royi nu are subspecii cunoscute.